# 氯化锰
氯化锰是化学式为MnCl2·xH2O的化合物，其中x的值为0或2或4。四水合氯化锰是一种粉红色的盐，在自然界中以稀有的氯锰矿形式存在。通常，氯化锰指的是MnCl2·4H2O，为八面体构造的反-Mn(H2O)4Cl2分子。二水合物MnCl2·2H2O也存在。许多Mn(II)化合物均表现出特征的浅粉红色，是由过渡金属的d5自旋引起的。

## 制备
可用锰金属和氯化氢气体制备，或用碳酸锰和盐酸制备。前者得到无水盐，后者得到带有结晶水的盐。
{\displaystyle \mathrm {Mn} +\mathrm {2HCl} \longrightarrow \mathrm {MnCl} _{2}+\mathrm {H} _{2}\uparrow }
{\displaystyle \mathrm {MnCO} _{3}+\mathrm {2HCl} \longrightarrow \mathrm {MnCl} _{2}+\mathrm {H} _{2}\mathrm {O} +\mathrm {CO} _{2}\uparrow }
二氧化锰在与浓盐酸加热时也会生成氯化锰，此反应在实验室中用于制备氯气：
{\displaystyle \mathrm {MnO} _{2}+\mathrm {4HCl} \longrightarrow \mathrm {MnCl} _{2}+\mathrm {2H} _{2}\mathrm {O} +\mathrm {Cl} _{2}\uparrow }
这个反应证明了二氧化锰的氧化性。

## 化学性质
氯化锰由于水解，其水溶液呈弱酸性，pH约为4。它可以用来制备许多锰化合物： 
{\displaystyle \mathrm {MnCl} _{2}(aq)+\mathrm {K} _{2}\mathrm {CO} _{3}(aq)\longrightarrow \mathrm {MnCO} _{3}(s)+\mathrm {2KCl} }
Mn2+离子在水溶液中的实际存在形式为[Mn(H2O)6]2+。
氯化锰是弱路易斯酸，与氯离子反应生成以下离子：[MnCl3]−，[MnCl4]2− 以及 [MnCl6]4−。
某些有机配体的作用下，锰(II)易被空气中的氧气氧化为锰(III)配合物。离子包括[Mn(EDTA)]−、 [Mn(CN)6]3−以及[Mn(Hacac)]3。  三苯膦与之形成不稳定的2:1加合物：
{\displaystyle \mathrm {MnCl} _{2}+\mathrm {2Ph} _{3}\mathrm {P} \longrightarrow \mathrm {MnCl} _{2}(\mathrm {Ph} _{3}\mathrm {P} )_{2}}
无水氯化锰是制备许多锰化合物的起始点。例：
{\displaystyle \mathrm {MnCl} _{2}+\mathrm {2NaC} _{5}\mathrm {H} _{5}\longrightarrow \mathrm {Mn} (\mathrm {C} _{5}\mathrm {H} _{5})_{2}+\mathrm {2NaCl} }

## 毒性
锰元素对于需氧生物来说是必需的，且通常锰化合物毒性也并不大。锰中毒可能由长时间暴露在含锰尘土或烟雾中所导致。